# Tritan Ventures

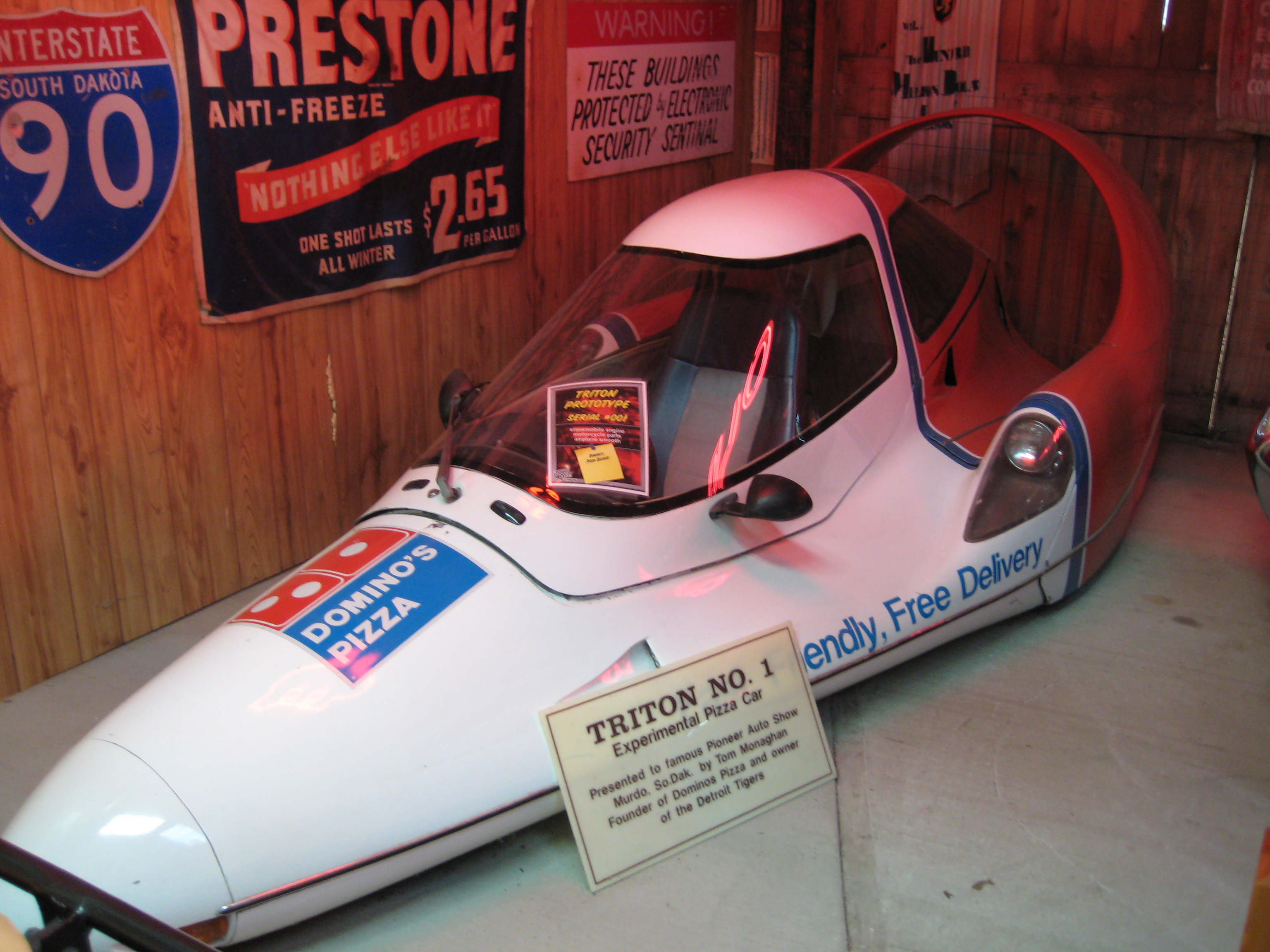
Der erste Tritan A2

Tritan Ventures war ein US-amerikanischer Hersteller von Automobilen.

## Unternehmensgeschichte
Das Unternehmen wurde am 26. März 1984 in Ann Arbor in Michigan gegründet. Douglas J. Amick leitete es. Als Designer wird James Amick genannt. Es stellte Autos mit dem Markennamen Tritan her. Am 15. Mai 1988 wurde es aufgelöst. Insgesamt entstanden elf Fahrzeuge.

## Fahrzeuge
Das Unternehmen stellte ausschließlich Dreiräder mit einzelnem Vorderrad her.
Das erste war der Tritan Aero 135 von 1984. Die Bezeichnung ist ein Hinweis auf den sehr niedrigen Strömungswiderstandskoeffizient von 0,135. Ein Rasenmähermotor von  Tecumseh Products mit 14 PS Leistung trieb das Fahrzeug an. Es blieb ein Einzelstück.
Darauf folgte der Tritan A2, der von 1984 bis etwa 1987 gebaut wurde. Die Pizzakette Domino’s Pizza gab den Auftrag für dieses Modell und nahm zehn Stück ab.